# 松平光長
松平光長（日语：／ Matsudaira Mitsunaga，1616年1月18日—1707年12月10日）是日本江戶時代的大名，結城秀康之孫，松平忠直之子，也是德川家康的曾孫。生母是德川秀忠之女勝姬。後來成為越後高田藩主，幼名是仙千代。
光長的正室是其姑母喜佐姬與毛利秀就所生的女兒土佐姬。嫡子纲贤在四十二歲就過世了，沒有留下子女。而光長的女兒有松平光通夫人，以及其他幾個女兒。
他因為越後高田騷動事件而被改易，之後一直活到九十三歲。法名慧照院殿前越州太守從三位羽林中郎開心一法大居士，墓在東京都港區虎之門的光明山天徳寺

## 略年表：官職位階履歷
- 1624年（寬永元）新封越後國高田26萬石。
- 1629年（寬永6）得將軍德川家光賜名中一字，舉行元服典禮，改名為光長，然後得到從四位下左近衛權少將兼越後守的官位
- 1651年（慶安4）從三位右近衛權中將
- 1681年（天和元）流放到伊予國松山。
- 1687年（貞享4）召還。
- 1697年（元禄10）隱居